# Palais épiscopal de Strasbourg
Le palais épiscopal est un monument historique situé à Strasbourg, dans le département français du Bas-Rhin.

## Localisation
Ce bâtiment est situé au 3, rue du Parchemin et au 16, rue Brûlée à Strasbourg.

## Historique
L'édifice fait l'objet d'une inscription au titre des monuments historiques depuis 1929.